# 高砂市総合体育館
高砂市総合体育館（たかさごしそうごうたいいくかん）は、兵庫県高砂市の高砂市総合運動公園内にある屋内スポーツ施設である。

## 概要
1989年竣工。2009年4月より指定管理者として、財団法人高砂市施設利用振興財団が管理運営に当たっている。

## 施設
- 屋内競技場（アリーナ）
  - 面積 - 1,728m2（48m×36m）
  - 利用可能数 - バレーボール 3面、バスケットボール 2面、バドミントン 10面、卓球 24面など
  - 観客席 - 固定席 1,172席、車椅子席 15席
- 格技場I
  - 面積 - 405.8m2（224畳）
  - 利用可能数 - 柔道 2面
- 格技場II
  - 面積 - 405.8m2
  - 利用可能数 - 剣道 2面
- トレーニングルーム
- ジョギングコース（195m）

## 主な大会・イベント
- プロボクシングの興行に使用され、過去にはウィラポン・ナコンルアンプロモーション vs 西岡利晃のWBC世界バンタム級タイトルマッチも開かれた。プロレス興行も打たれる。
- 2006年に開かれたのじぎく兵庫国体ではハンドボール少年男子の会場となった。

## 運動公園内のその他の施設
- 高砂市野球場
- 高砂市陸上競技場
- 高砂市相撲場

## 交通アクセス
高砂市総合運動公園を参照。